# Frammuseum

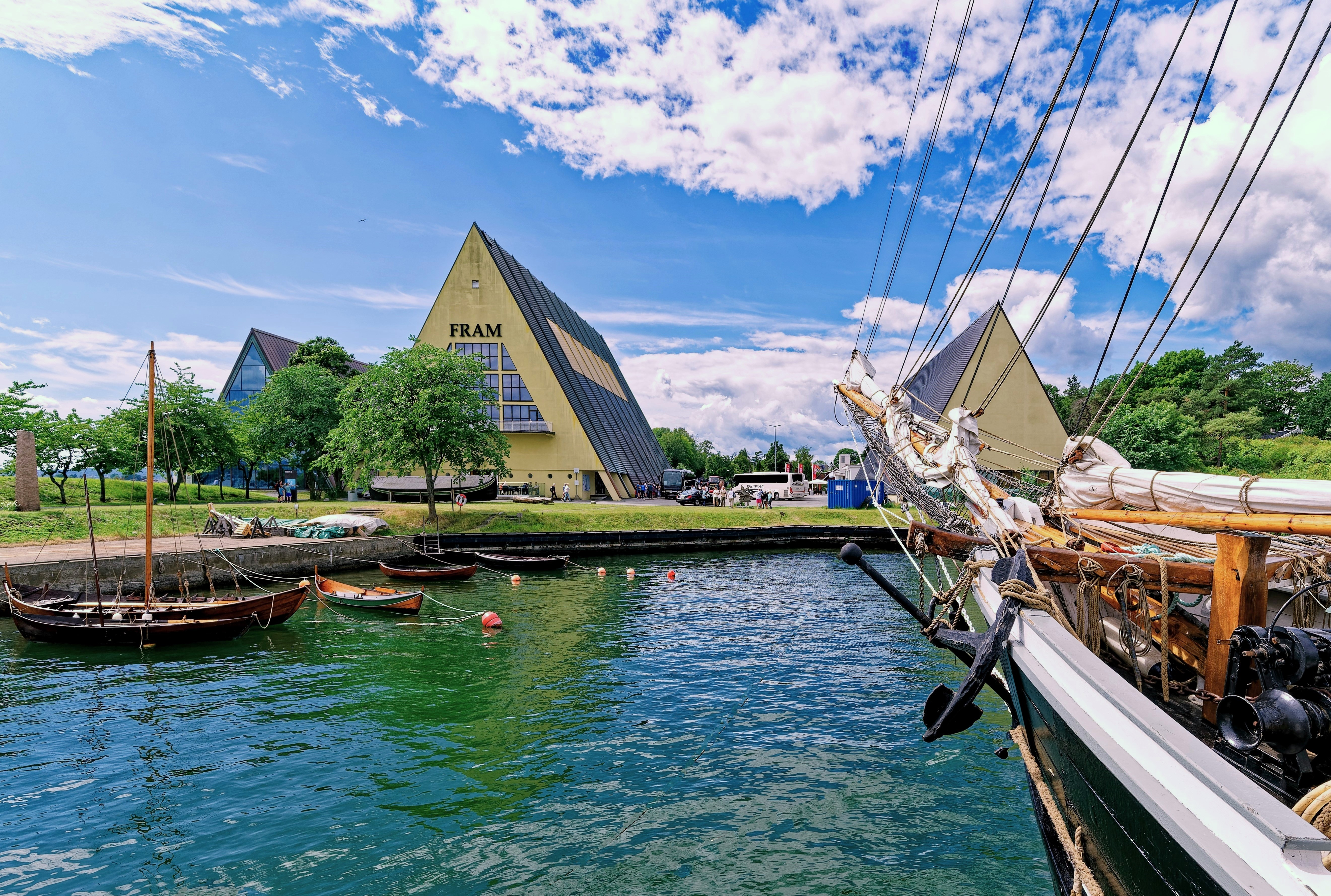
Frammuseum

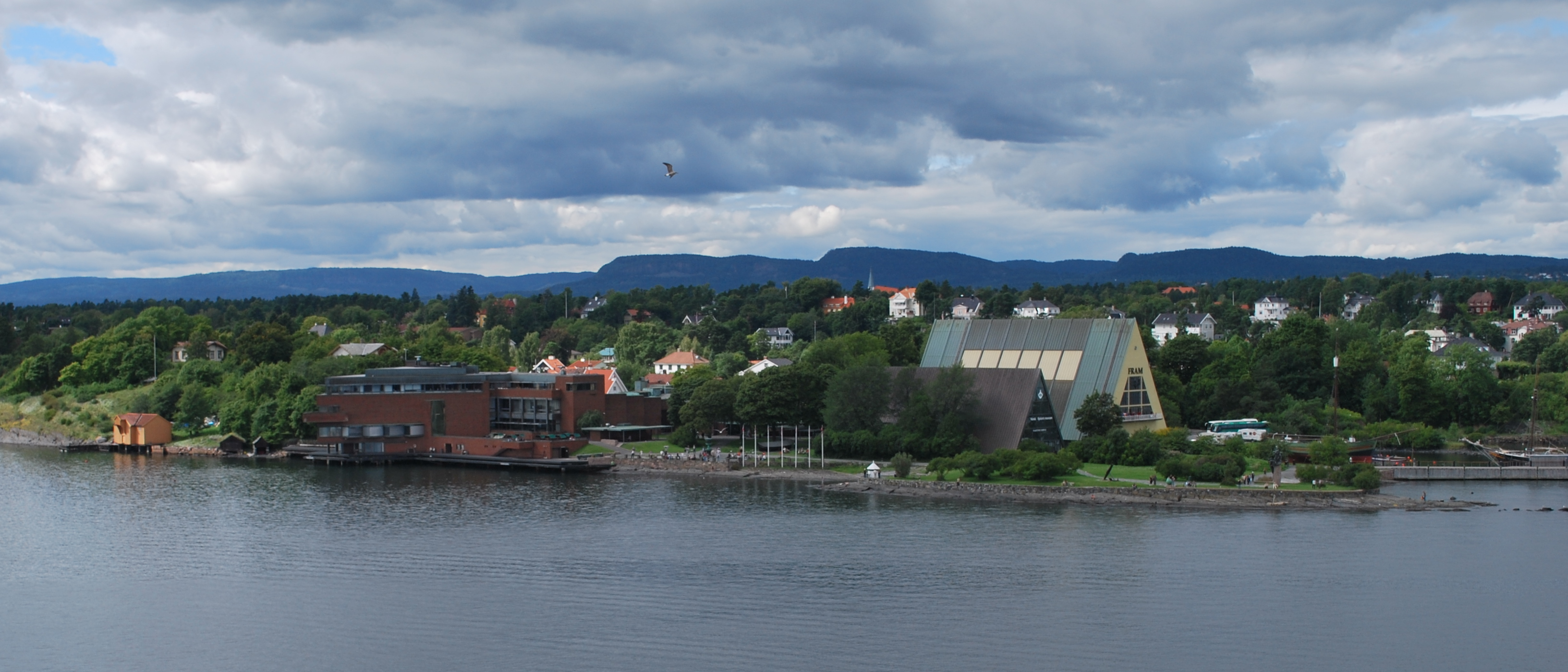
Frammuseum (rechts), Norwegisches Meeresmuseum (links)

Das Frammuseum (norwegisch Frammuseet) ist ein Museum im norwegischen Oslo.
Es befindet sich auf der Halbinsel Bygdøy in Oslo. In der Nähe befinden sich das Kon-Tiki-Museum, das Norsk Folkemuseum (Norwegisches Volksmuseum), das Wikingerschiffsmuseum (Vikingskipshuset) und das Norwegische Seefahrtsmuseum (Norsk Maritimt Museum).

Das Museum wurde am 20. Mai 1936 eröffnet. Das Museum widmet sich der Geschichte der norwegischen Polarforschungsreisen, insbesondere den drei großen norwegischen Polarforschern Fridtjof Nansen, Otto Sverdrup und Roald Amundsen. Auch befinden sich im Museum Bilder der Fauna der Polarregionen, wie Eisbären und Pinguine. Den Mittelpunkt des Museums bildet das Forschungsschiff Fram. Besucher können das mit originalem Interieur versehene Schiff besichtigen. Dort werden die drei Polarfahrten der Fram dargestellt; weiterhin gibt es eine umfangreiche Ausstellung zu den Arktis- und Antarktisgebieten. Seit Mai 2009 wird im Frammuseum auch die Ausstellung zur Gjøa gezeigt, mit der Amundsen als Erster die lange gesuchte Nordwestpassage durchfuhr.

Rundgang durch Das Frammuseum und Blick in das Schiff
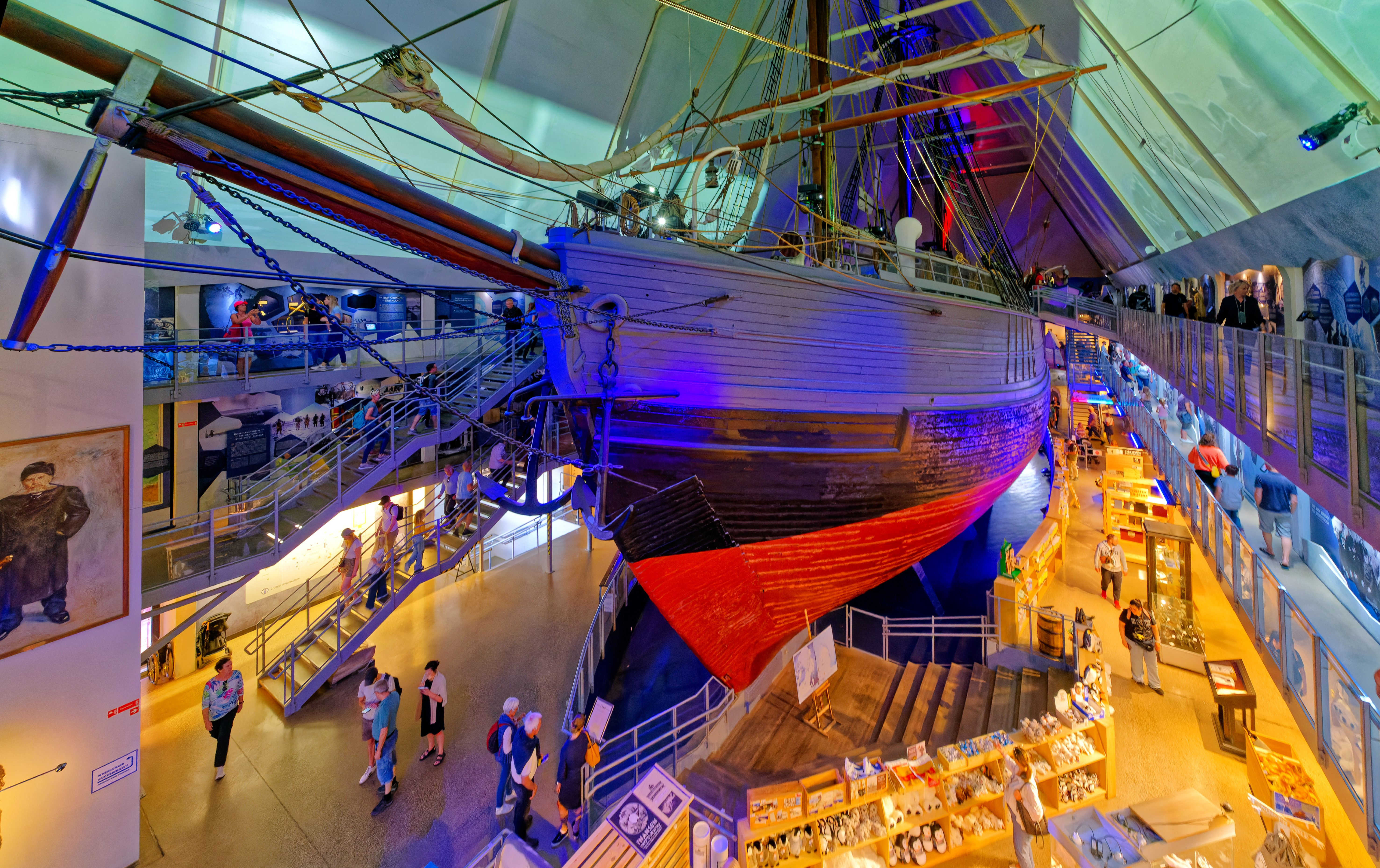
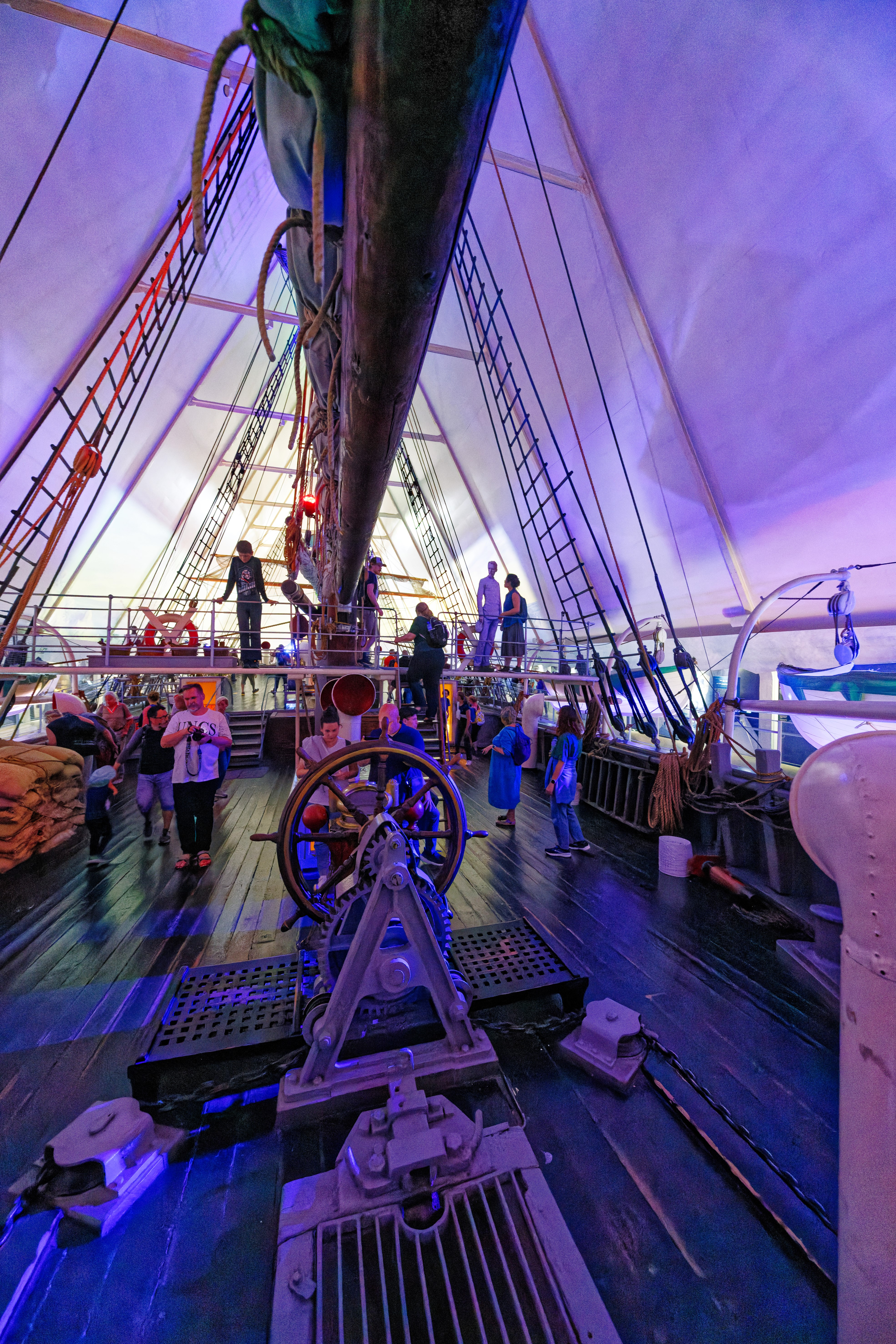
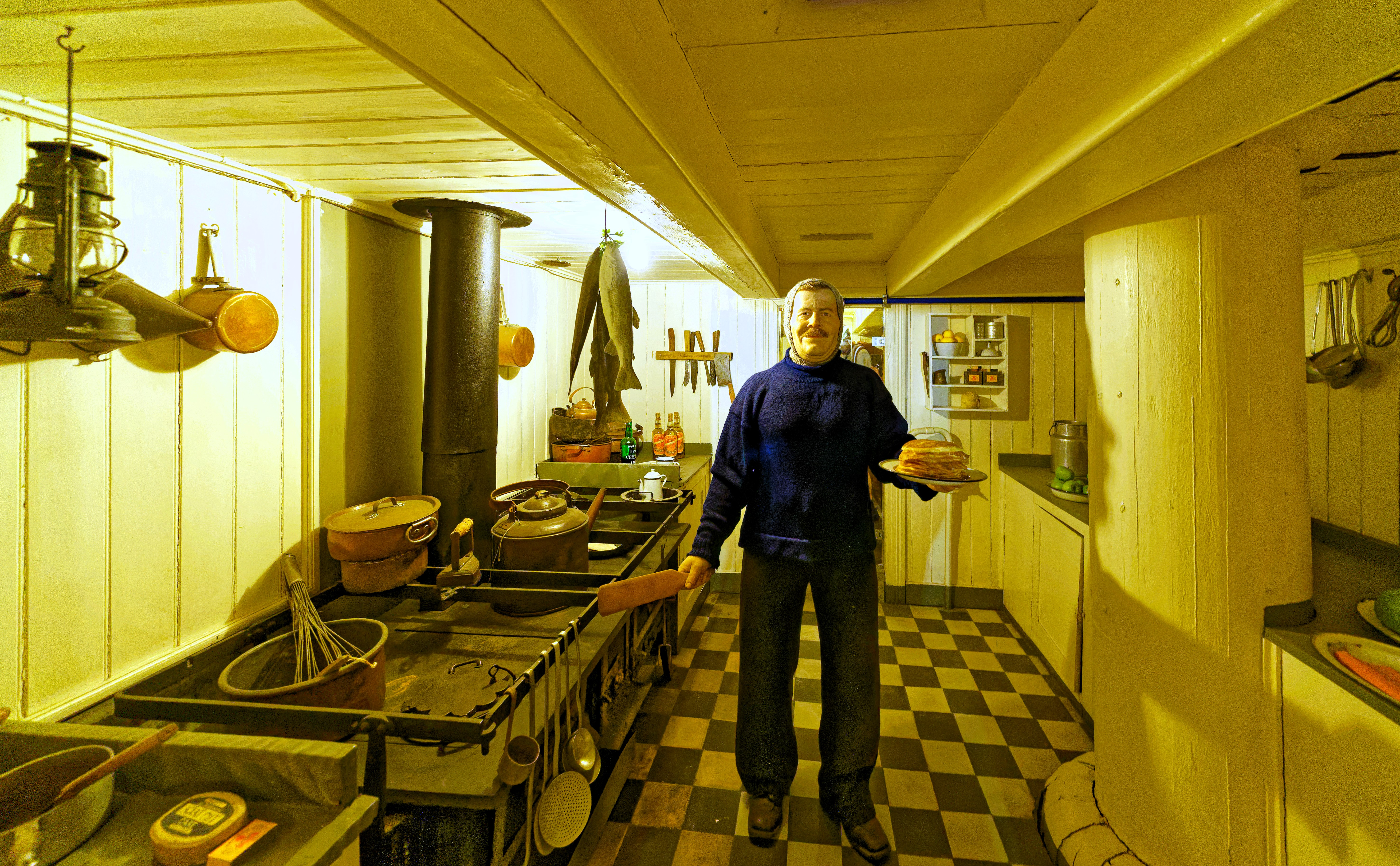
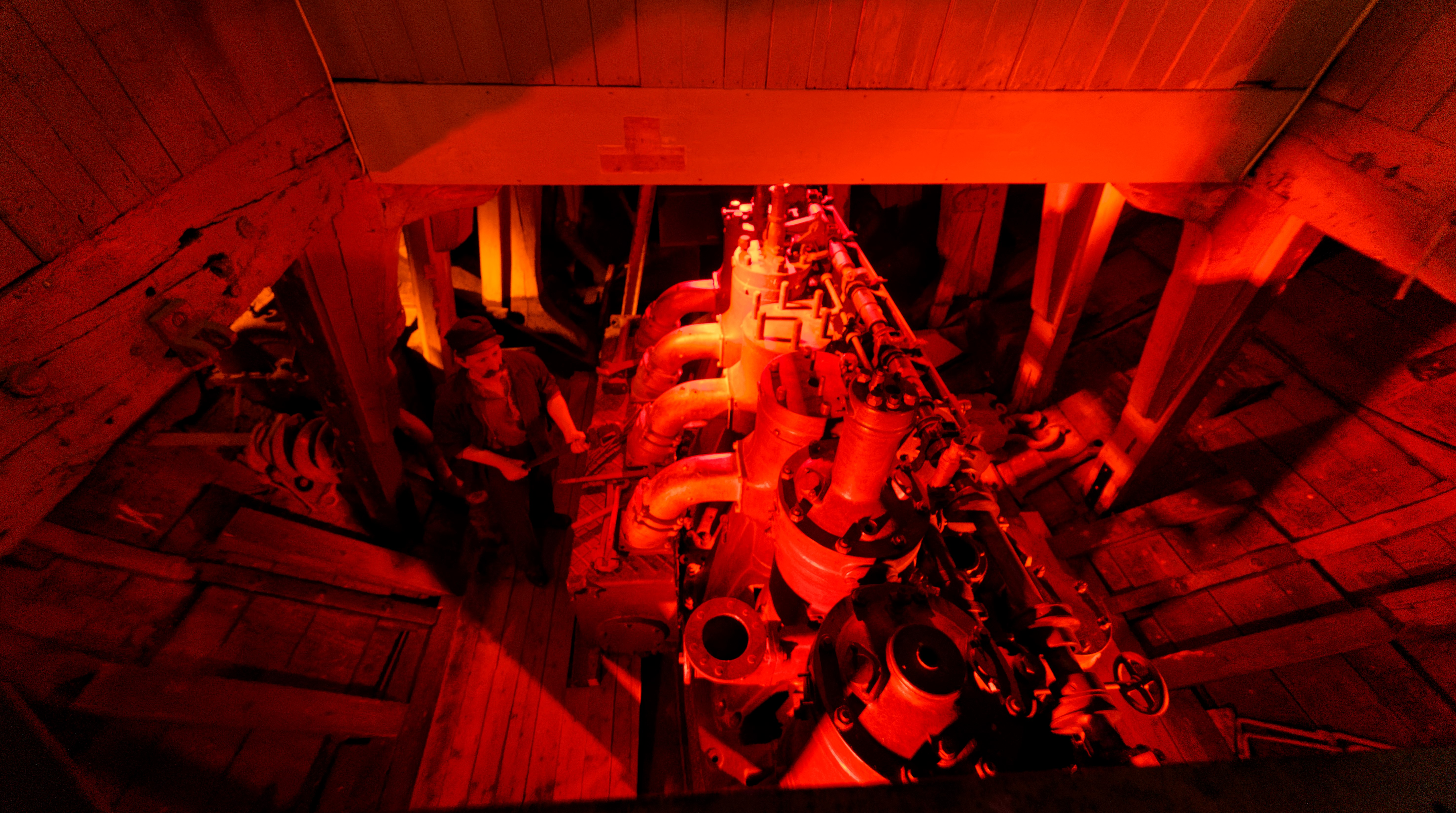
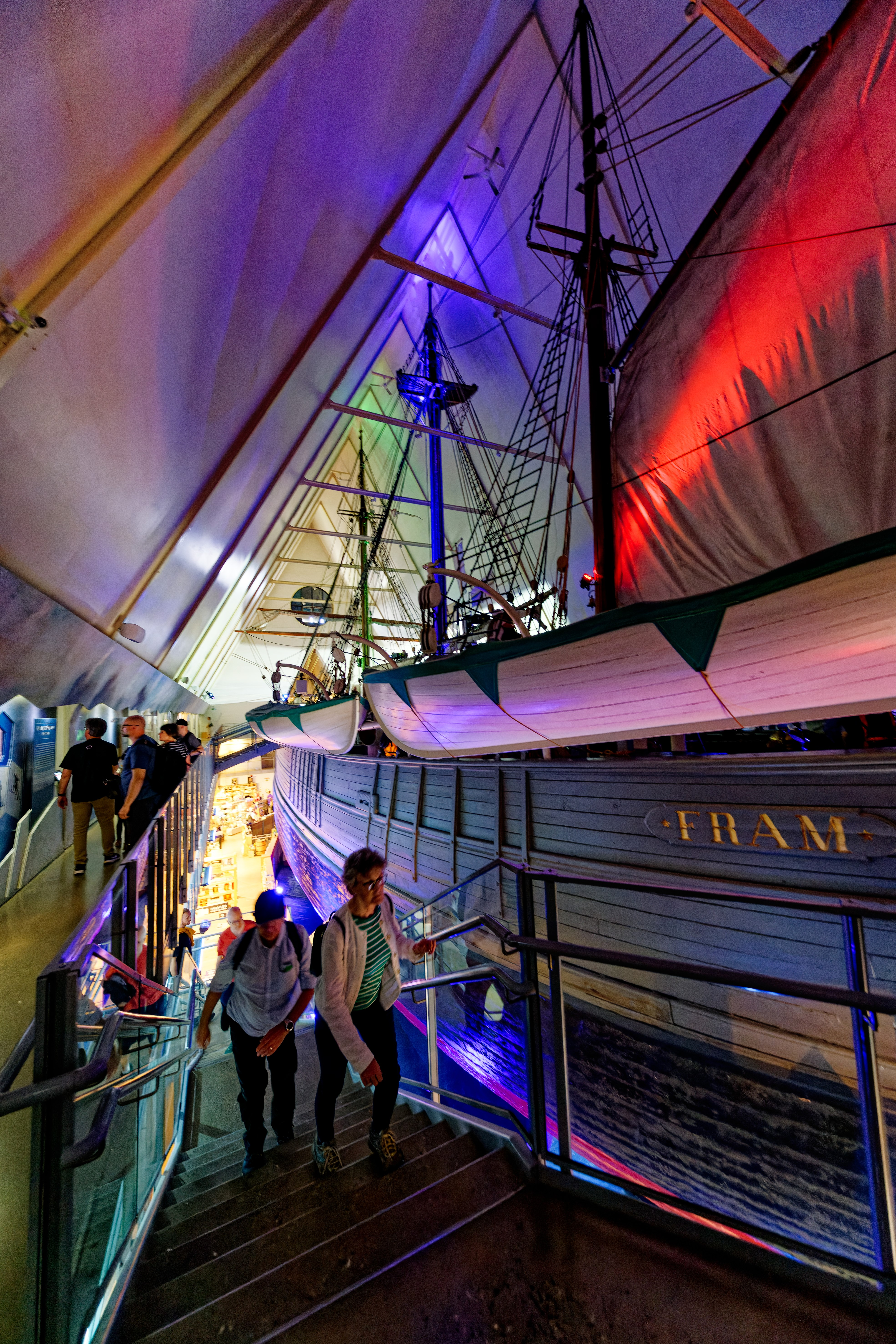